# Deutereulophus smithi
Deutereulophus smithi är en stekelart som beskrevs av Schauff 2000. Deutereulophus smithi ingår i släktet Deutereulophus och familjen finglanssteklar. Inga underarter finns listade i Catalogue of Life.